# الی ونت‌ورث
اَلی ونت‌ورث (انگلیسی: Ali Wentworth؛ زادهٔ ۱۲ ژانویهٔ ۱۹۶۵) بازیگر، کمدین، پدیدآور، تهیه‌کننده فیلم اهل ایالات متحده آمریکا است. وی از سال ۱۹۹۲ میلادی تاکنون مشغول فعالیت بوده‌است. پدر او روزنامه‌نگار واشینگتن پست و مادرش دبیر اجتماعی کاخ سفید برای نانسی ریگان بود.
از فیلم‌ها یا برنامه‌های تلویزیونی که وی در آن نقش داشته‌است می‌توان به همسر خوب، جری مگوایر، پیچیده‌است، آزمون و خطا، محیط اداره، رنگ‌های زنده، ساینفلد و دم اشاره کرد.